# Linnaemya punctulata
Linnaemya punctulata là một loài ruồi trong họ Tachinidae.